# Andreas Linger
Andreas Linger, född 31 maj 1981 i Hall in Tirol, är en rodelåkare från Österrike som har tävlat internationellt sedan år 2000. Han och hans yngre bror Wolfgang började åka rodel vid unga år, och gjorde sitt första åk i dubbel när de var 14 år.
Vid världsmästerskapen i rodel i Lettland 2003 tog bröderna guldmedaljen i herrarnas dubbel, och var med och tog bronset i lagtävlingen.
Bröderna har två olympiska guld, från OS i Turin 2006 och OS i Vancouver 2010 samt ett silver från Olympiska vinterspelen 2014.